# Marlspijker

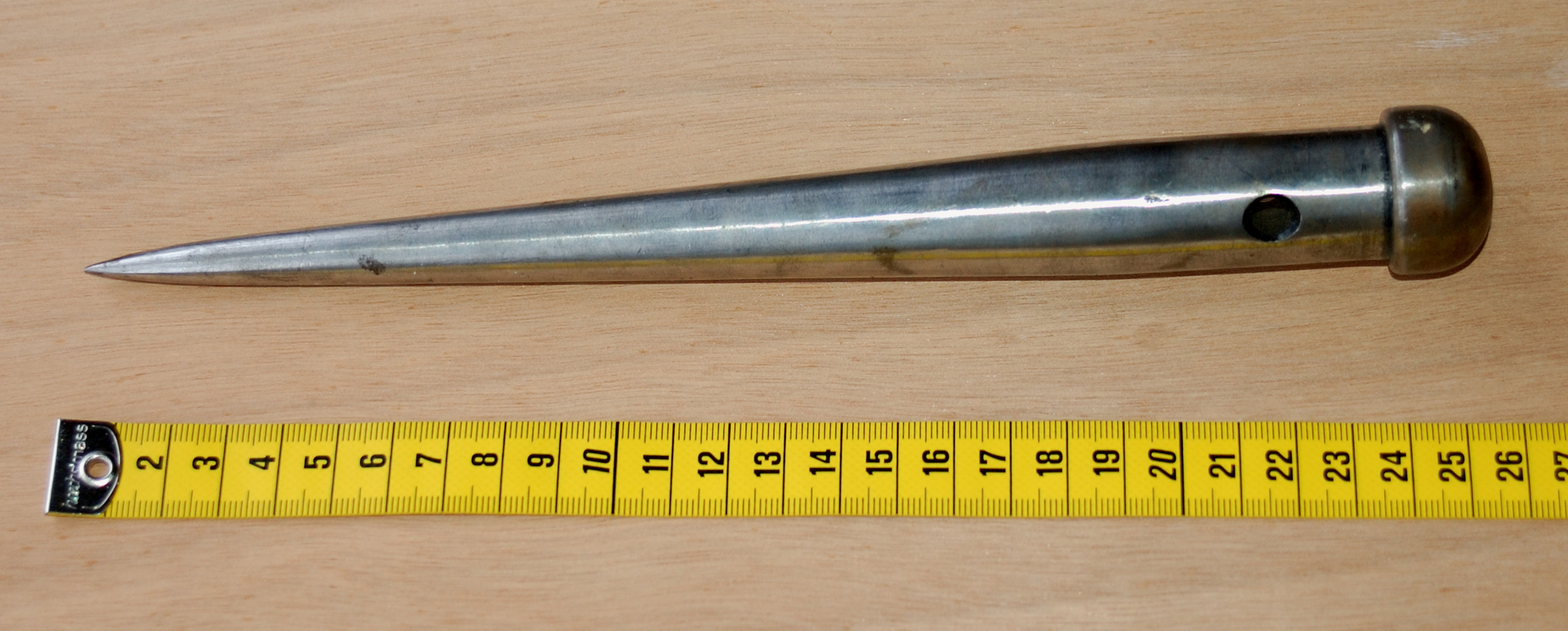
Marlspijker

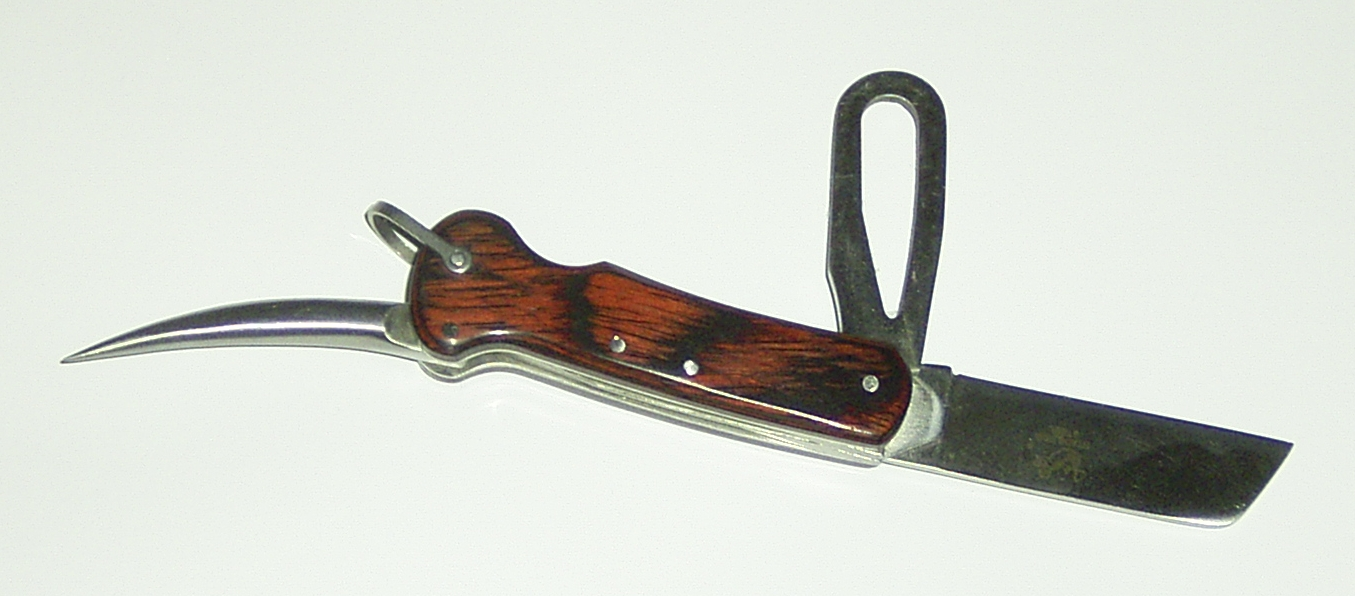
Mes met uitklapbare marlspijker.

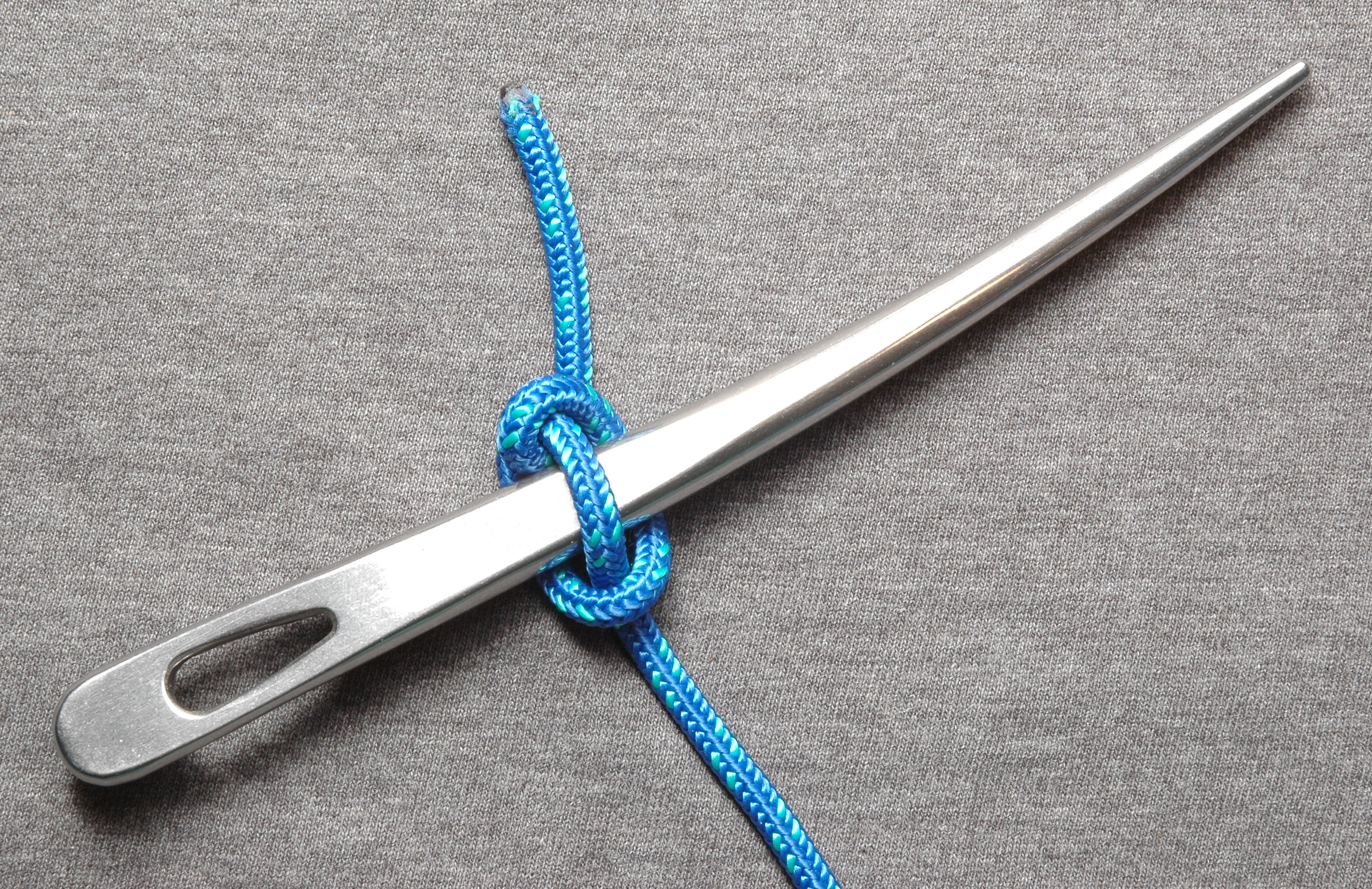
Marlspijker

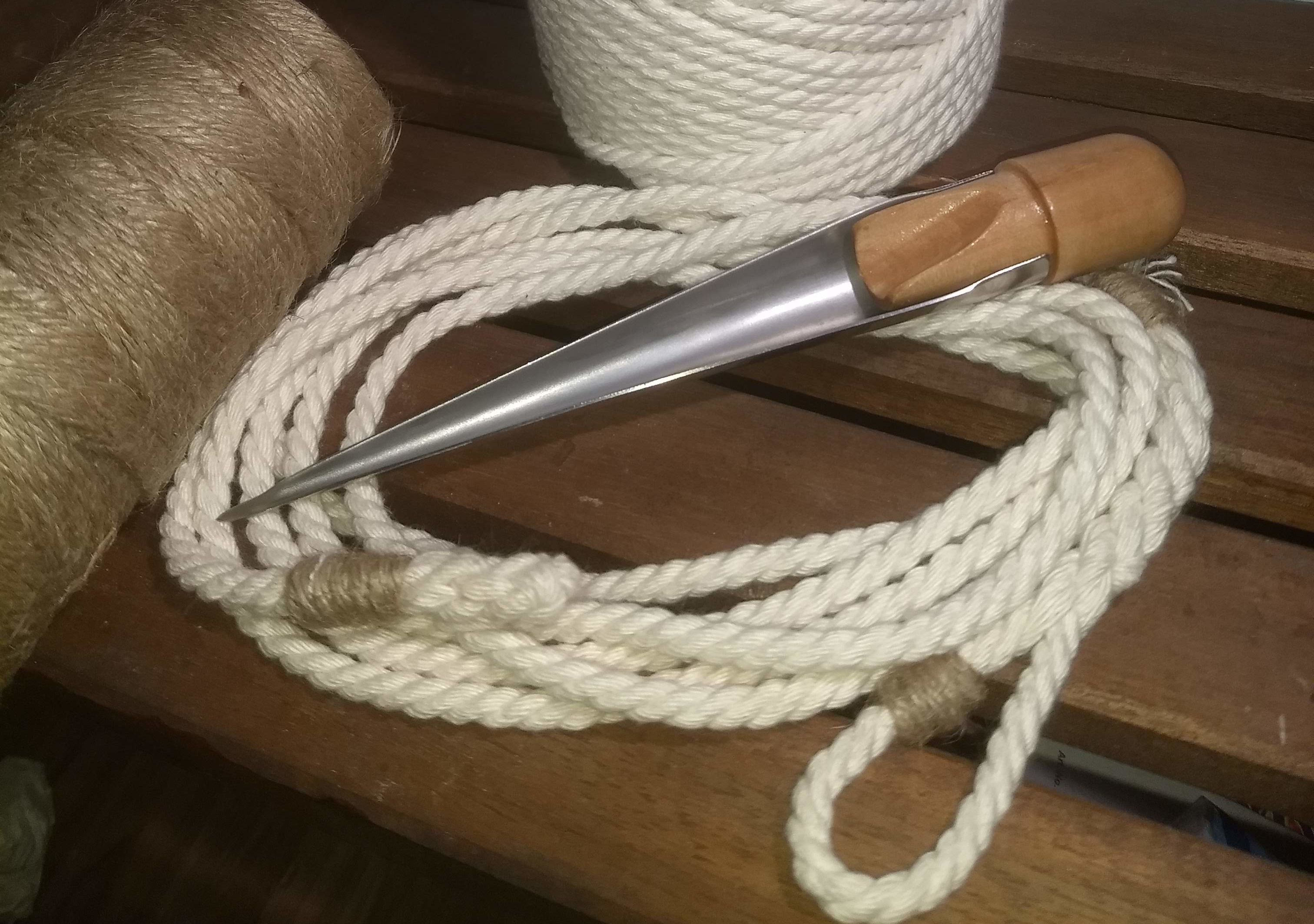
Nala priem

Een marlspijker of marlpriem is een stuk schiemanswerkgereedschap van staal, dat gebruikt wordt voor het splitsen van touw of staalkabel. De marlspijker is er in verschillende afmetingen. De meest gebruikte marlspijker is ongeveer 30 cm lang. Een marlspijker wordt gebruikt om een streng (kardeel) van een touw iets omhoog te trekken, waarna er een andere streng doorheen gestoken kan worden, zoals bij een oogsplits.
Ook wordt een marlspijker in de zeilvaart gebruikt voor het losmaken van vastzittende knopen en het losslaan van de bout van harpsluitingen.
Een houten marlspijker wordt een fit genoemd en een gootvormige een nalapriem.

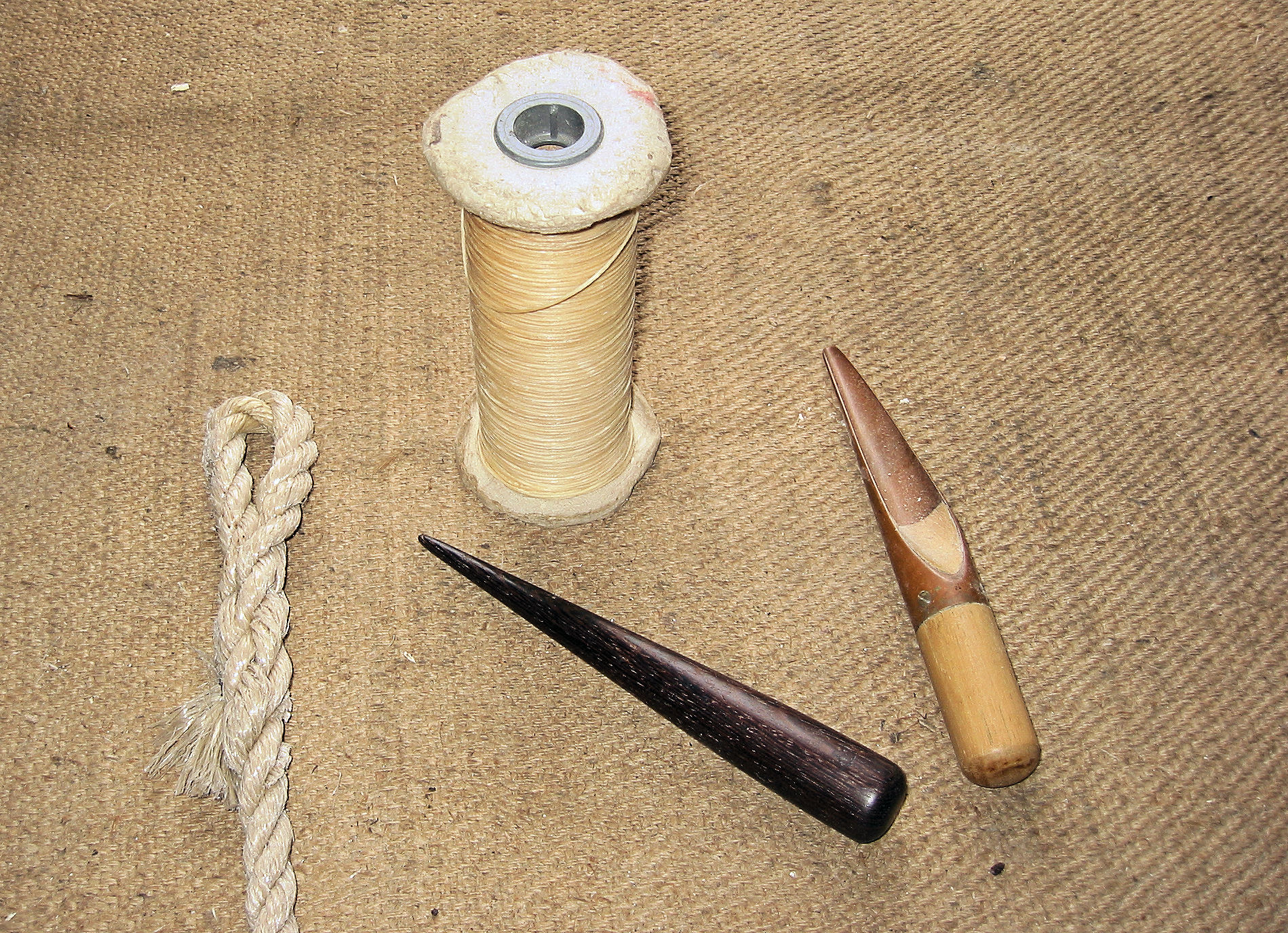
Een oogsplits, takelgaren, fit en nalapriem